# Школа № 43 (Тверь)
Муниципа́льное общеобразова́тельное учрежде́ние сре́дняя общеобразова́тельная шко́ла № 43 — общеобразовательное учреждение, расположенное в Московском районе города Твери.
В 10-11 классах школы проводится профильное обучение: химико-биологическое, физико-математическое, социально-гуманитарное (правовое). Действует школа будущего первоклассника.

## История школы[2]

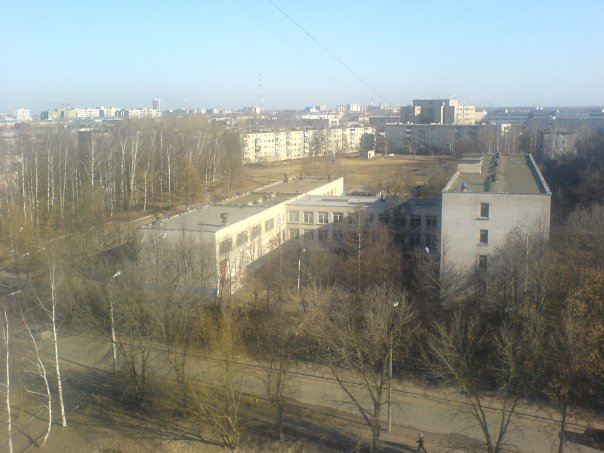
Вид на школу с многоэтажного дома.

Школа основана в 1971 году. Здание, если на него смотреть сверху, напоминает букву «Н» или, возможно, самолёт. В юбилейный для школы 2006 год, когда ей исполнилось 35 лет была подготовлена экспозицию, посвященную истории школы, которая впоследствии стала музеем истории школы.
В 2006 году в школе проходил финал городского конкурса «Учитель года».

### Директора школы
| Ф. И. О.                       | годы директорства     | Краткая биография |
| ------------------------------ | --------------------- | --- |
| Лапаев Виктор Петрович         | 1971-1976             | Ветеран Великой Отечественной войны. Педагогический институт окончил в 1949. Работал директором школы № 28, затем — заведующим РОНО Московского района. После строительства 43 школы стал её директором. Организовал в школе мужской вокальный ансамбль. В 1976 перешёл работать директором школы глухонемых. В 2000 году умер в Москве.           |
| Ливитова Валентина Петровна    | 1976-1978             | До назначения директором работала учителем немецкого языка в школе № 10, где заведовала клубом «НУРИ» по культурно-историческим связям с Германией |
| Смирнова Валерия Александровна | 1978-1985             | До назначения директором работала завучем по воспитательной работе в школе № 33. Современники оценивали её как жёсткого руководителя и «отменную хозяйку». Организовала капитальный ремонт школы. |
| Тихомирова Людмила Николаевна  | 1985-1989             | С 1972 работала в школе учителем математики, зарекомендовала себя как талантливый педагог и методист. Работала председателем профкома. Была назначена директором по ходатайству педагогического коллектива. |
| Кузнецова Альбина Федоровна    | 1989-2001             | 20 лет проработала в школе № 33: пионервожатой, заместителем по воспитательной работе, заместителем директора по учебно-воспитательной работе и затем директором. С 1985 по 1989 года работала в Германии директором школы в группе Советских войск. Заслуженный учитель РФ. Скончалась 29 ноября 2001 года после тяжелой продолжительной болезни. |
| Александрова Нина Ивановна     | 2001-сегодняшний день | Работает в 43 школе с 1977 года. До 1982 года — учитель немецкого языка, затем заместитель директора по воспитательной работе, с 1992 года — заместитель директора по учебно-воспитательной работе. В 2000 году Н. И. Александровой присвоено звание «Заслуженный учитель РФ».                                                                     |

## Структура школы
В настоящее время в школе около 50 кабинетов, 1 компьютерный кабинет, 1 информационный центр, 2 спортивных зала, актовый зал, библиотека, столовая, медицинский кабинет, мастерские для трудового обучения, 1110 учащихся и 79 учителей.

## Педагогический состав
Трое из учителей имеют звание «Заслуженный учитель РФ»:
- директор школы, учитель немецкого языка высшей категории, отличник просвещения РФ Нина Ивановна Александрова
- заместитель директора по учебно-воспитательной работе, учитель математики высшей категории, отличник просвещения РФ Лидия Сергеевна Белинская
- учитель начальных Галина Григорьевна Правилова, ставшая в 2010 обладательницей гранта по нацпроекту «Образование»[5].

В 2011 году  одним из обладателей такого гранта стал учитель химии Денис Сергеевич Исаев, который ведёт в школе химический кружок, проводит сложные опыты на достаточно скромной, не имеющей особых технических средств базе школы, ведёт со своими учениками исследовательскую работу. Его ученики регулярно побеждают на городских и всероссийских конкурсах, успешно заканчивают после школы ВУЗы.
Заместитель директора по учебно-воспитательной работе Тамара Александровна Малышева награждена орденом «Знак Почета».

## Успехи учеников
В данный момент в школе учатся примерно 1500 учеников. Они принимают активное участие в городской научно-практической конференции «Шаг в будущее», занимая там призовые места. Участвуют в городских, областных и даже во Всероссийских конкурсах и конференциях, в городских и областных предметных олимпиадах.

## Внеклассная работа
При школе действуют хореографические ансамбли «Мечта» и «Девчата», театральный коллектив, секции тхэквондо и волейбола, вокальный ансамбль, хор, пресс-центр, музей истории школы, кружок технического творчества, кружок декоративно-прикладного творчества.

## Школьные традиции
В школе проводятся предметные олимпиады и недели, День знаний, День России, Урок Памяти, Последний звонок и др. В школе работает совет старшеклассников и научно-исследовательское общество. Традиционные общешкольные КТД: ярмарка учебников, новогодняя неделя, Праздник школы, День здоровья, День самоуправления, День встречи выпускников.